# Омніум
Омніум — дисципліна у велотрекових перегонах.

## Опис
Бали налічуються в зворотному порядку. Гонщик, який посів перше місце отримує один бал, другий гонщик отримує два бали і так далі. Спортсмен з найменшою кількістю балів виграє перегони. Коли два гонщика мають однакову кількість балів, дається третє додаткове випробування, під час якого спортсмени повинні визначити рахунок між собою. Щоб виграти гонщик повинен завершити кожну подію в омніумі.
Омніум був знову введений в чемпіонат світу з п'ятьма форматами перегонів для чоловіків в 2007 році, і для жінок в 2009 році. Омніум був включений до списку перегонів у 2010 році, і в тому ж самому році був визнаний перегонами на вибування та спортом на витривалість для велосипедистів завдяки довгим дистанціям.
Омніум замінив індивідуальні гонки переслідування, і Медісон на Літніх Олімпійських іграх 2012 року. Ця зміна була досить спірною.
Медаль в омніумі розігруються за результатами заїздів в п'яти дисциплінах: спринті, скретчі, індивідуальній гонці переслідування, гонці за очками і гіті. Переможцем стає спортсмен з найменшою сумою зайнятих місць.